# 千葉県の寺院一覧
千葉県の寺院一覧（ちばけんのじいんいちらん）は、千葉県の寺院を市町村ごとに一覧形式でまとめたものである。

## 下総国

### 香取市
- 観福寺（妙光山）「かんぷくじ」
- 観福寺（山倉山）「かんぷくじ」
- 清水寺「せいすいじ」
- 大龍寺「だいりゅうじ」
- 東栄寺「とうえいじ」
- 法界寺「ほうかいじ」

### 銚子市
- 円福寺「えんぷくじ」
- 満願寺「まんがんじ」

### 匝瑳市
- 飯高寺「はんこうじ」
- 福善寺「ふくぜんじ」

### 多古町
- 日本寺「にちほんじ」
- 東禅寺「とうぜんじ」
- 妙光寺「みょうこうじ」

### 神崎町
- 神崎寺「こうざきじ」

### 成田市
- 純心寺「じゅんしんじ」
- 成田山新勝寺「なりたさんしんしょうじ」
- 東勝寺「とうしょうじ」（宗吾霊堂）
- 龍角寺「りゅうかくじ」
- 龍正院「りゅうしょういん」
- 大慈恩寺「だいじおんじ」

### 栄町
- 龍角寺「りゅうかくじ」

### 佐倉市
- 宝樹院「ほうじゅいん」

### 八千代市
- 正覚院「しょうかくいん」
- 正願寺「しょうがんじ」

### 印西市
- 松虫寺「まつむしでら」
- 栄福寺 (印西市)
- 泉福寺 (印西市)
- 宝珠院 (印西市)

### 白井市
- 秋本寺「しゅうほんじ」
- 神宮寺「じんぐうじ」
- 東光院「とうこういん」
- 来迎寺「らいごうじ」
- 薬王寺「やくおうじ」
- 長楽寺「ちょうらくじ」

### 鎌ケ谷市
- 鎌谷寺「けんこくじ」

### 柏市
- 東海寺「とうかいじ」

### 野田市
- 常敬寺「じょうきょうじ」

### 流山市
- 清瀧院「せいりゅういん」

### 松戸市
- 一月寺「いちがつじ」
- 東漸寺「とうぜんじ」
- 本土寺「ほんどじ」
- 万満寺「まんまんじ」

### 市川市
- 安養寺「あんようじ」
- 円福寺「えんぷくじ」
- 亀井院「かめいいん」
- 弘法寺「ぐほうじ」
- 唱行寺「しょうぎょうじ」
- 總寧寺「あんこくざん そうねいじ」
- 弾正寺「だんしょうじ」
- 手児奈霊神堂「てこなれいしんどう」
- 徳願寺「とくがんじ」
- 法華経寺「ほけきょうじ」
- 妙行寺「みょうぎょうじ」
- 了極寺「りょうきょくじ」

### 船橋市
- 順序不同船橋市の記事からそのまま記載。
- 安養寺「あんようじ」
- 神宮寺「じんぐうじ」
- 了源寺「りょうげんじ」
- 道入庵「どうにゅうあん」
- 正延寺「しょうえんじ」
- 明王院「みょうおういん」
- 常楽寺「じょうらくじ」
- 宝成寺「ほうせいじ」
- 東明寺「とうみょうじ」
- 多聞寺「たもんじ」
- 妙圓寺「みょうえんじ」
- 西福寺「さいふくじ」
- 圓蔵院
- 覚王寺
- 不動院
- 浄勝寺
- 高幢庵「こうとうあん」
- 東福寺「とうふくじ」
- 清房院
- 光明寺「こうみょうじ」
- 倶梨伽羅不動尊
- 西福寺「さいふくじ」
- 長福寺「ちょうふくじ」
- 本覚寺「ほんがくじ」
- 光明寺「こうみょうじ」
- 法井寺
- 西光院「さいこういん」
- 東光寺「とうこうじ」
- 西光寺「さいこうじ」
- 慈雲寺
- 最勝院
- 上行寺別院
- 萬徳院釈迦寺
- 御滝山金蔵寺「こんぞうじ」
- 観行院「かんぎょういん」
- 吉祥院
- 行傳寺
- 耕田寺
- 光明寺・真言宗豊山派
- 西善寺
- 釈迦殿
- 阿弥陀寺
- 證大寺船橋昭和浄苑
- 正法寺
- 信澄寺
- 慈雲寺
- 地蔵院・真言宗
- 浄興寺・築地本願寺西船橋布教所
- 浄勝寺
- 浄土真宗常圓寺
- 浄土真宗了源寺
- 浄明寺
- 誠心寺
- 清房院宗教法人
- 専修院
- 曹洞宗高根寺
- 曹洞宗光善寺別院
- 曹洞宗慈雲寺
- 曹洞宗長福寺
- 大覚院寺
- 大念寺「だいねんじ」
- 東光寺「とうこうじ」
- 東福寺「とうふくじ」
- 東明寺浄土宗
- 日蓮宗行法寺
- 如意輪観世音寺
- 能満寺
- 不動院
- 法音寺
- 宝成寺
- 本覚寺「ほんがくじ」
- 本行寺「ほんぎょうじ」
- 萬徳院釈迦寺
- 明礼院
- 薬王寺「やくおうじ」
- 龍王殿千葉分院
- 蓮清寺

### 習志野市
- 東福寺「とうふくじ」
- 西光寺「さいこうじ」
- 東漸寺「とうぜんじ」
- 慈眼寺「じがんじ」
- 正福寺「しょうふくじ」
- 無量寺「むりょうじ」
- 薬師寺「やくしじ」

### 千葉市
- 胤重寺「いんじゅうじ」
- 高徳寺「こうとくじ」
- 駒形観音堂「こまがたかんのんどう」
- 真光寺「しんこうじ」
- 善勝寺「ぜんしょうじ」
- 千葉寺「せんようじ、ちばでら」
- 大巌寺「だいがんじ」
- 大日寺「だいにちじ」
- 天福寺「てんぷくじ」
- 東光院「とうこういん」
- 本行寺「ほんぎょうじ」
- 妙興寺「みょうこうじ」
- 来迎寺「らいごうじ」
- 阿弥陀寺「あみだじ」
- 圓福寺「えんぷくじ」
- 香華院「こうげいん」
- 清涼寺「せいりょうじ」
- 東禅寺「とうぜんじ」

## 上総国

### 市原市
- 宝積寺 (市原市)
- 養福寺 (市原市)
- 永昌寺 (市原市)
- 龍昌寺 (市原市)
- 森厳寺 (市原市)
- 祥雲寺 (市原市)（曹洞宗千葉県宗務所）
- 秀善寺 (市原市)
- 竜興寺 (市原市)
- 祐厳寺 (市原市)
- 正福寺 (市原市)
- 東林寺 (市原市)
- 西福寺 (市原市)
- 光林寺 (市原市)
- 西光寺 (市原市)
- 長泉寺 (市原市)
- 永昌寺 (市原市)
- 宝林寺 (市原市)
- 鳳来寺 (市原市)
- 長樂寺 (市原市)
- 耕昌寺 (市原市)
- 真高寺 (市原市)
- 報恩寺 (市原市)
- 金剛寺 (市原市)
- 竜源寺 (市原市)
- 林泉寺 (市原市)
- 大通寺 (市原市)
- 金光寺 (市原市)
- 満藏寺 (市原市)
- 光福寺 (市原市)
- 龍本寺 (市原市)
- 永徳寺 (市原市)
- 渕竜寺 (市原市)
- 大泉寺 (市原市)
- 吉祥寺 (市原市)
- 長泉寺 (市原市)
- 竜渓寺 (市原市)
- 橘禅寺 (市原市)
- 光明寺
- 西願寺 (市原市)

### 袖ケ浦市
- 弘福院「こうぶくいん」

### 東金市
- 願成寺 (東金市)（がんじょうじ）　―　正式名称：願成就寺（がんじょうじゅじ）

### 山武市
- 観音経寺「かんのんきょうじ」
- 勝覚寺「しょうかくじ」
- 長勝寺「ちょうしょうじ」
- 長福寺「ちょうふくじ」
- 不動院「ふどういん」

### 大網白里市
- 要行寺「ようぎょうじ」
- 正法寺「しょうぼうじ」

### 茂原市
- 如意輪寺「にょいりんじ」
- 鷲山寺「じゅせんじ」
- 藻原寺「そうげんじ」

### 長南町
- 笠森寺「かさもりじ」
- 長福寿寺「ちょうふくじゅじ」

### 睦沢町
- 弘行寺「ぐぎょうじ」（長生不動尊）

### いすみ市
- 行元寺「ぎょうがんじ」
- 大聖寺「だいしょうじ」
- 長福寺「ちょうふくじ」
- 宝勝院「ほうしょういん」

### 御宿町
- 眞常寺 (千葉県御宿町)
- 寶泉寺 (千葉県御宿町)
- 長慶寺 (千葉県御宿町)
- 西琳寺 (千葉県御宿町)
- 大福寺 (千葉県御宿町)
- 最明寺「さいみょうじ」

### 勝浦市
- 妙覚寺「みょうかくじ」

### 木更津市
- 證誠寺「しょうじょうじ」
- 新宿不動堂「しんじゅくふどうどう」
- 東光院「とうこういん」

### 君津市
- 円如寺「えんにょじ」
- 圓明院「えんみょういん」
- 久原寺「くばらじ」
- 神野寺「じんやじ」
- 長泉寺「ちょうせんじ」

### 富津市
- 圓鏡寺「えんきょうじ」
- 最上寺「さいじょうじ」
- 松翁院「しょうおういん」
- 像法寺「ぞうほうじ」
- 東明寺「とうみょうじ」
- 佛母寺「ぶつぼじ」
- 不動院「ふどういん」

## 安房国

### 鋸南町
- 保田妙本寺「ほたみょうほんじ」
- 日本寺「にほんじ」

### 鴨川市
- 清澄寺「せいちょうじ」
- 誕生寺「たんじょうじ」
- 鏡忍寺「きょうにんじ」

### 南房総市
- 石堂寺「いしどうじ」
- 延命寺「えんめいじ」
- 興禅寺「こうぜんじ」
- 小松寺「こまつじ」
- 紫雲寺「しうんじ」
- 勝善寺「しょうぜんじ」
- 杖珠院「じょうしゅいん」
- 大聖寺「だいしょうじ」
- 智蔵寺「ちぞうじ」
- 能蔵院「のうぞういん」
- 普門寺「フモンジ」
- 宝珠院「ほうじゅいん」
- 真野寺「まのじ」

### 館山市
- 大福寺「だいふくじ」
- 長福寺「ちょうふくじ」
- 那古寺「なごじ」
- 萬徳寺「まんとくじ」
- 妙音院「みょうおんいん」
- 来福寺「らいふくじ」